# Конвой №5203
Конвой № 5203 — японський конвой часів Другої світової війни, проведення якого відбувалось у жовтні 1943-го.
Вихідним пунктом конвою був атол Трук у центральній частині Каролінських островів, де ще до війни створили головну базу японського ВМФ у Океанії, звідки до лютого 1944-го провадились операції у цілому ряді архіпелагів. Пунктом призначення став атол Кваджелейн, на якому була головна японська база на Маршаллових островах.
До складу конвою увійшли транспорти «Мінато-Мару», «Паран-Мару» і «Тайо-Мару» (Taiyo Maru), тоді як охорону забезпечував допоміжний мисливець за підводними човнами CHa-19.
20 жовтня 1943-го загін полишив Трук та попрямував на схід. Поблизу вихідного та кінцевого пунктів маршруту традиційно діяли американські підводні човни, проте в підсумку проходження конвою № 5203 минуло без інцидентів і 25 жовтня він прибув на Кваджелейн (втім, уже за тиждень одне з суден конвою — «Мінато-Мару» — буде потоплене, коли виконуватиме рейс у ще більш віддалений район Мікронезії до острова Оушен).